# Teiuș
Teiuș (pronunciat en romanès: [teˈjuʃ], alemany: Dreikirchen, Dornstadt; hongarès: Tövis) és una ciutat del comtat d'Alba, Transsilvània, Romania, amb una població de 7.760 habitants. La ciutat, declarada com a tal el 1994, administra quatre pobles: Beldiu (Marosbéld), Căpud (Magyarkapud), Coșlariu Nou (Újkoslárd) i Pețelca (Pacalka).
La ciutat es troba prop de la confluència del riu Geoagiu amb el riu Mureș. Teiuș és un punt d'encreuament del ferrocarril Cluj-Napoca – Sighișoara. Té diverses esglésies antigues, entre les quals destaca l'església Uniada del segle XVII i l'església catòlica romana, construïda per a John Hunyadi el 1449 i reconstruïda (1701–1704) amb un estil gòtic senzill.

## Fills il·lustres
- Ioan Bălan, bisbe romanès de l'Església greco-catòlica
- Norica Câmpean, caminadora de carreres

## Clima
Teiuș té un clima continental humit (Cfb a la classificació climàtica de Köppen).

## Galeria d'imatges

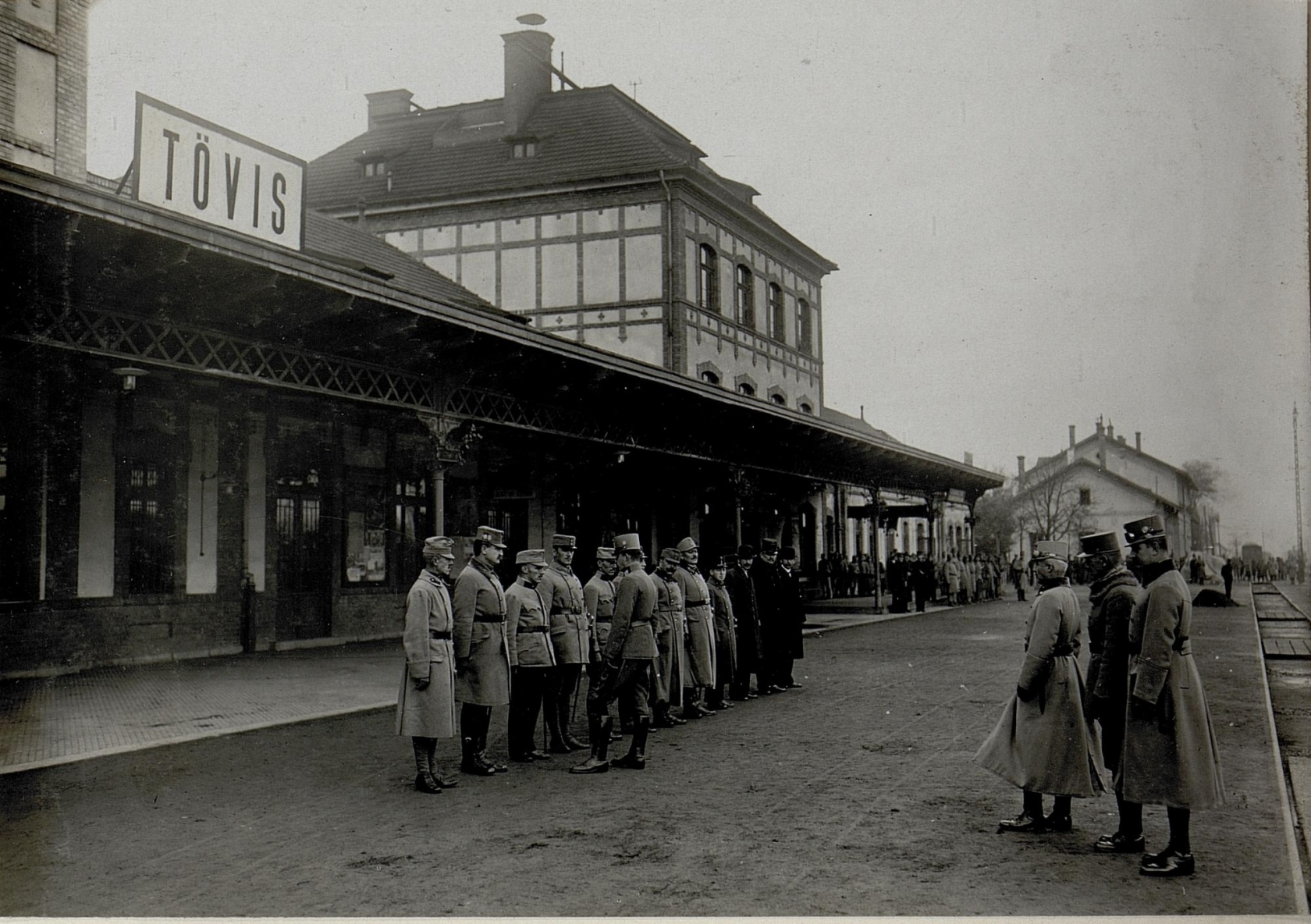
L'emperador Carles I d'Àustria revisava les tropes a l'estació de ferrocarril de Teiuș l'octubre de 1916
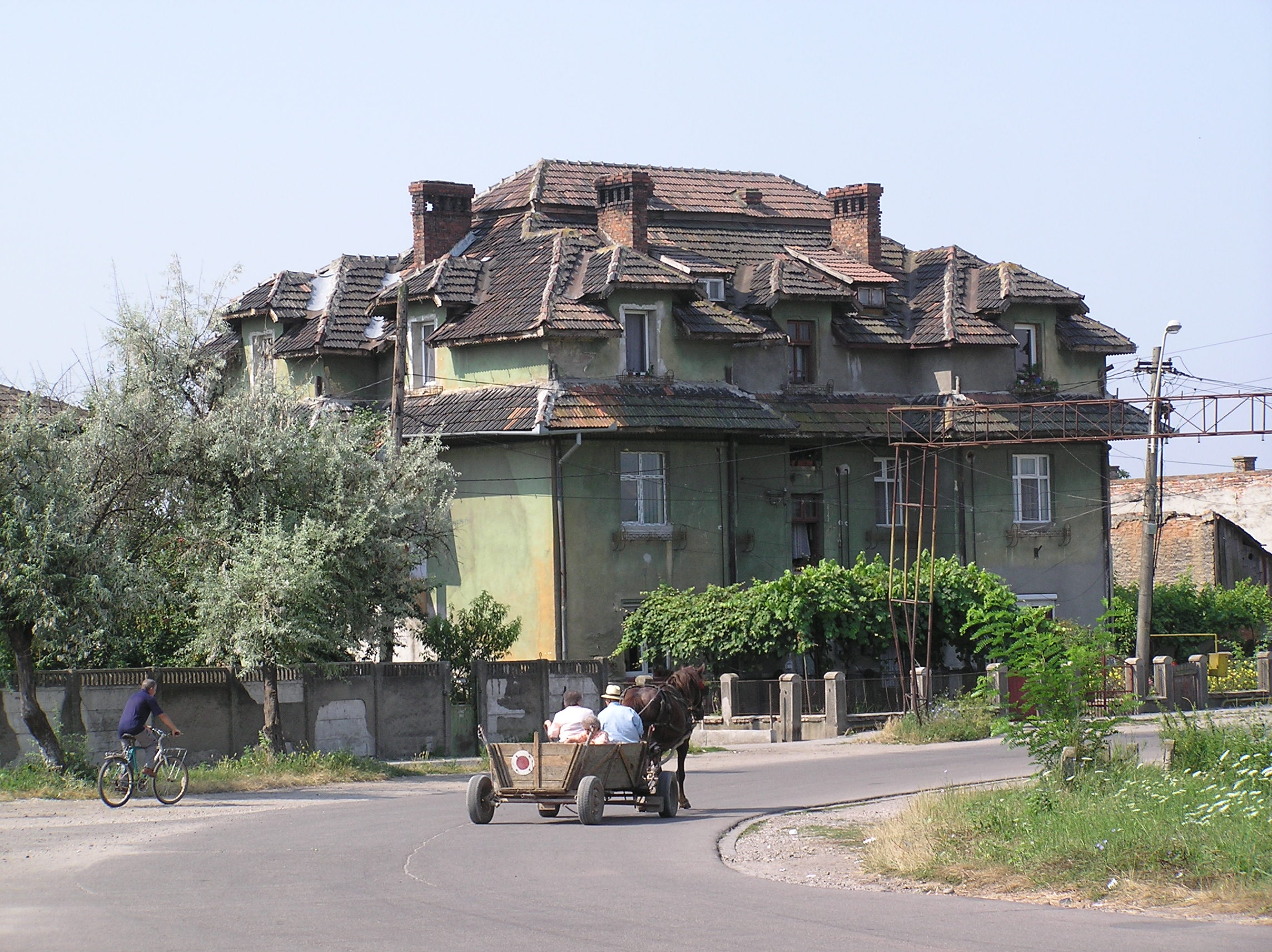
Casa a Teiuș a prop de l'estació de ferrocarril
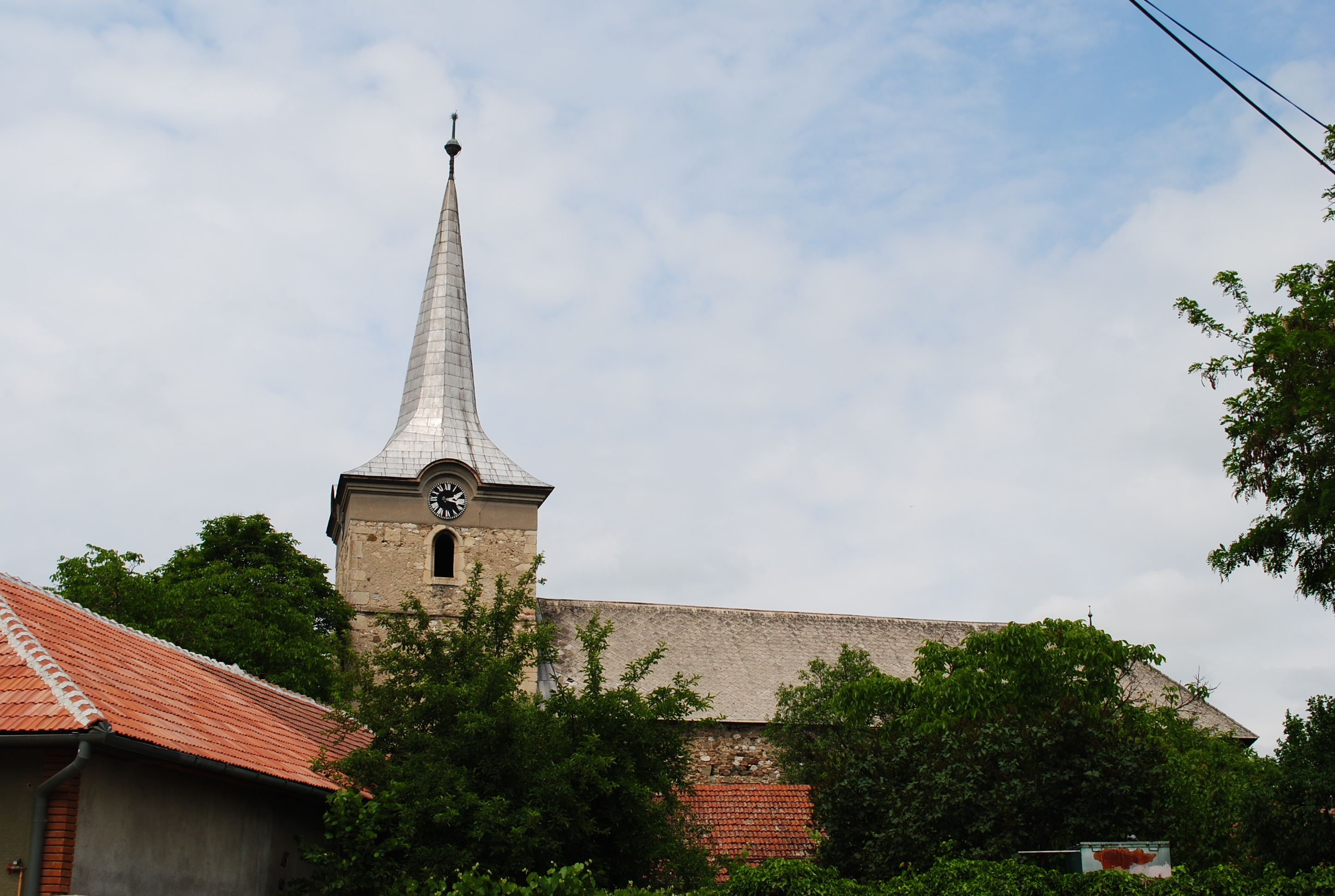
Església reformada a Teiuș
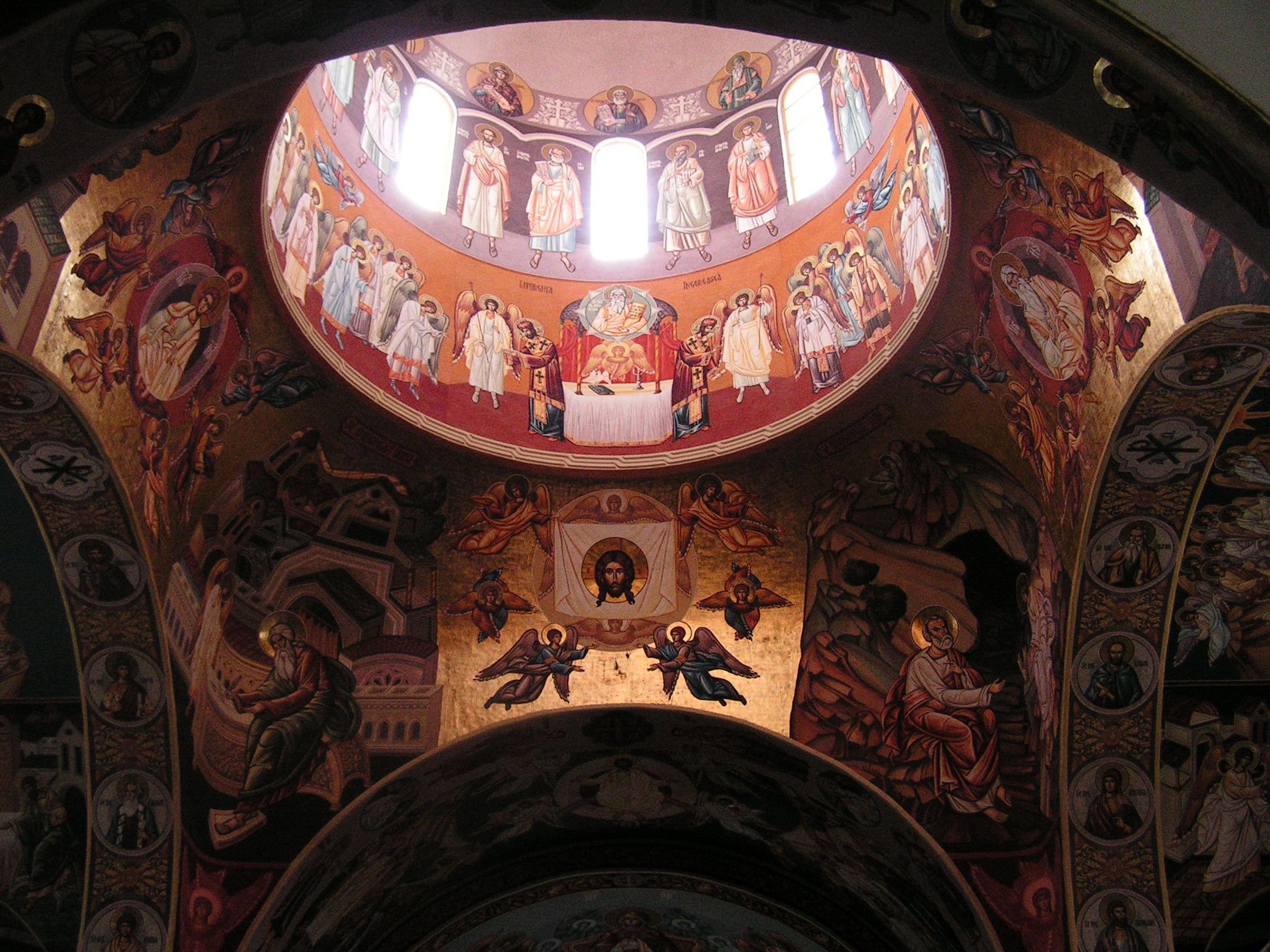
Interior de l'església greco-catòlica de Teiuș